# Enola Gay (Lied)
Enola Gay ist ein Antikriegslied der britischen Synthie-Pop-Gruppe Orchestral Manoeuvres in the Dark (OMD) aus dem Jahr 1980. Es ist die einzige Single-Auskopplung aus ihrem Album Organisation.

## Hintergrund und Erfolg
Das Lied bezieht sich auf den gleichnamigen B-29-Bomber und den Abwurf der ersten Atombombe auf die japanische Stadt Hiroshima am 6. August 1945. Viele Hörer, die keine genauen Kenntnisse über die Atombombenabwürfe hatten, verstanden die Botschaft des Songs falsch und nahmen das Lied als verschlüsselten Hinweis wahr, dass die Bandmitglieder homosexuell seien. Enola Gay wurde deshalb aus dem BBC-One-Kinderprogramm Swap Shop verbannt, weil man eine sexuelle Beeinflussung der jungen Zuschauer fürchtete. Trotzdem wurde der Song ein internationaler Hit und stand an der Spitze der französischen, portugiesischen und spanischen Charts. Er gehört heute zu den großen Popklassikern und wurde während der Eröffnungszeremonie der Olympischen Sommerspiele 2012 gespielt.

## Coverversionen
Das Lied wurde bisher viele Male gecovert. So mischte beispielsweise die spanische Pop-Rock-Band Los Petersellers 1997 in ihren Song Contra la amenaza del Dr. Thedio die Musik von Enola Gay mit eigenem spanischen Text. 2001 coverte die serbische Punk-Rock-Band KBO! den Song auf ihrem Coveralbum (Ne) Menjajte Stanicu. Ebenfalls 2001 coverte die US-amerikanische Synthie-Pop-Band The Faint das Lied.
2007 veröffentlichte die deutsche Dance-Band Scooter eine Technoversion des Songs. Auch die Schweizer Rockabilly-Formation Hillbilly Moon Explosion veröffentlichte eine Version.

## Kommerzieller Erfolg

### Chartplatzierungen
| ChartsChartplatzierungen     | Höchstplatzierung | Wochen |
| ---------------------------- | ----------------- | ------ |
| Schweiz (IFPI)               | 2 (10 Wo.)        | 10     |
| Vereinigtes Königreich (OCC) | 8 (15 Wo.)        | 15     |

### Auszeichnungen für Musikverkäufe
| Land/Region                  | Auszeichnungen für Musikverkäufe (Land/Region, Auszeichnung, Verkäufe) | Verkäufe |
| ---------------------------- | ---------------------------------------------------------------------- | -------- |
| Italien (FIMI)               | Gold                                                                   | 35.000   |
| Spanien (Promusicae)         | Gold                                                                   | 30.000   |
| Vereinigtes Königreich (BPI) | Platin                                                                 | 600.000  |
| Insgesamt                    | 2× Gold · 1× Platin ·                                                  | 665.000  |